# Super Bowl LV
El Super Bowl LV, el 55 ° Super Bowl y el 51 ° juego de campeonato de la National Football League (NFL) de la era moderna, decidió el campeón de la liga para la temporada 2020 de la NFL. El campeón de la Conferencia de Fútbol Americano (AFC) Kansas City Chiefs (que también es el campeón defensor del Super Bowl) jugó contra el campeón de la Conferencia Nacional de Fútbol Americano (NFC) Tampa Bay Buccaneers. Con los desarrollos pendientes sobre la pandemia de COVID-19, el juego se jugó el 7 de febrero de 2021 en el Estadio Raymond James en Tampa, Florida. Este fue el quinto Super Bowl organizado en el área de Tampa y el tercero en el Raymond James Stadium. Fue la cuarta vez que el Super Bowl se llevó a cabo en el mismo estado en años consecutivos, ya que el Super Bowl LIV se llevó a cabo en el Hard Rock Stadium en Miami Gardens, Florida.
Los dos equipos acudían en un gran estado de forma, finalmente la defensa de Tampa aguantó al ataque de Kansas provocando que estos no hicieran un solo touchdown en la final. Este Súper Bowl fue histórico ya que el quarterback Tom Brady ganó su séptimo anillo de Súper Bowl, convirtiéndose en el jugador con más títulos en la historia de ese deporte.
Además se convirtió Tom Brady en el segundo jugador en la historia de la NFL en ganar dos campeonatos en distintos equipos (anteriormente lo hizo el ex quarterback Peyton Manning con los Colts en 2007 y con los Broncos en el 2016 en el Super Bowl 50) y el primero en ganarlo en equipos de conferencias distintas (New England, de la AFC, y Tampa Bay, de la NFC).
Este Super Bowl marcó tres hitos, ya que Tampa Bay fue el primer equipo en jugar un Super Bowl en su estadio local. El quarterback de Tampa Bay Tom Brady jugó en su décimo Super Bowl marcando un récord, y con restricciones de salud COVID-19 limitando la capacidad del estadio a 25 000 aficionados, fue el Super Bowl con menor asistencia. Es la primera vez que cuenta con una mujer en el arbitraje, fue la árbitro Sarah Thomas que actuó como jueza de línea.
El juego fue televisado a nivel nacional por CBS. Los cantantes Eric Church y Jazmine Sullivan interpretaron el himno nacional, mientras que el espectáculo de medio tiempo fue protagonizado por el cantante The Weeknd.

## Antecedentes

### Proceso de selección de anfitrión
El 19 de mayo de 2015, la liga anunció a los cinco finalistas para albergar el Super Bowl LIII en 2019 y el Super Bowl LIV en 2020. Los propietarios de equipos de la NFL votaron por estas ciudades el 24 de mayo de 2016, con la primera ronda de votar para determinar el anfitrión del Super Bowl LIII, y la segunda ronda para decidir el sitio del Super Bowl LIV. En un desarrollo que no se conocía de antemano, se agregó una tercera ronda de votación para seleccionar un sitio de hospedaje del Super Bowl LV. Atlanta y Miami recibieron los Super Bowls LIII y LIV respectivamente, eliminándolos de la carrera por LV. Los Ángeles no era elegible para el Super Bowl LIII, ya que su estadio estaba en construcción y aún no estaría terminado; era elegible para LIV y LV, y optó por ofertar sólo en este último.
Los dos candidatos fueron:
- Raymond James Stadium, Tampa, Florida: Tampa ha albergado cuatro Super Bowls, el último fue el Super Bowl XLIII en 2009.
- SoFi Stadium, Inglewood, California: Los Ángeles ha sido sede del Super Bowl siete veces, la más reciente en 1993 con el Super Bowl XXVII; ese juego, junto con los cuatro Super Bowls anteriores en el área, se llevó a cabo en el Rose Bowl mientras que los dos primeros Super Bowls en el área de Los Ángeles se llevaron a cabo en el Los Angeles Memorial Coliseum.

### Impacto de la pandemia COVID-19

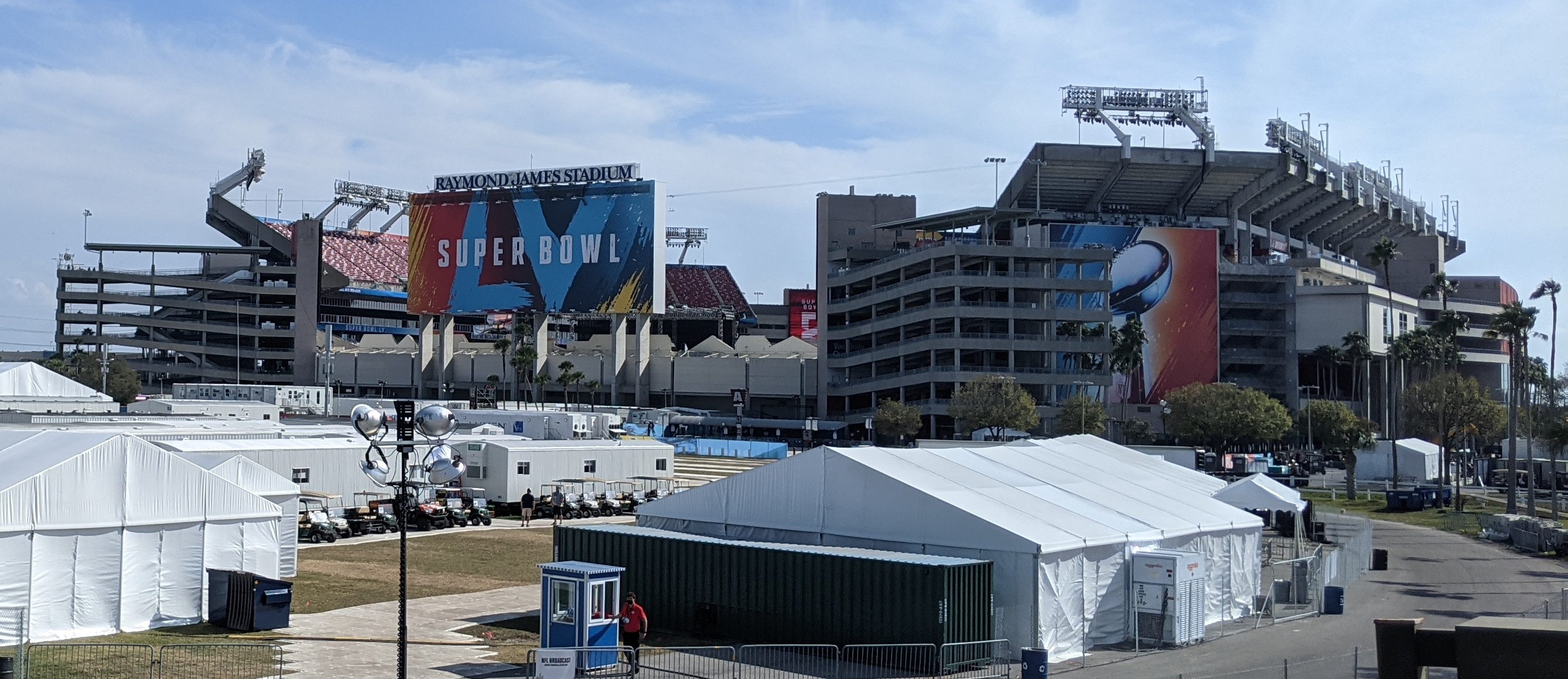
Fuera del estadio Raymond James, una semana antes del Super Bowl LV.

Desde el comienzo de la temporada 2020 de la NFL, había prohibido el entretenimiento en el campo, como los espectáculos de medio tiempo y las presentaciones de himnos nacionales en los juegos con espectadores. Estos elementos, que históricamente han sido piedras angulares del entretenimiento del Super Bowl, se producirían fuera del sitio si se mantienen las restricciones. 
En caso de que un brote de COVID-19 obligara a posponer la temporada regular y los partidos de playoffs, la liga declaró que el Super Bowl LV podría retrasarse hasta el 28 de febrero. El estado de Florida eliminó las restricciones de capacidad para eventos deportivos en octubre, aunque los tres equipos con sede en Florida han mantenido voluntariamente límites de capacidad del 20 al 25%. 
A fines de octubre de 2020, la NFL estaba planeando una asistencia mínima del 20% de la capacidad, con la esperanza de que fuera posible una mayor capacidad para el día del juego. Se pueden ver recortes de cartón de los aficionados en las gradas, una semana antes del partido. 
El 22 de enero de 2021, la NFL había anunciado originalmente que el juego tendría 22,000 fanáticos en asistencia, de los cuales 7,500 serían trabajadores de la salud que habían recibido una vacuna COVID-19, principalmente de la región de Tampa y Florida central. La NFL también planeaba ayudar a llenar los asientos vacíos vendiendo 30,000 recortes de cartón a los fanáticos. El 2 de febrero, la liga aumentó la asistencia esperada a 25.000. El Super Bowl LV está destinado a ser el Super Bowl con menos asistencia en la historia del juego; la siguiente asistencia más baja fue la de 61,946 que asistieron al juego inaugural en 1967. Los protocolos de la NFL requieren que las filas de asientos más cercanas estén bloqueadas con lonas para reducir la proximidad de los espectadores al campo.
Para el Super Bowl, se cubrirán con tableros de video LED adicionales, combinados con los que ya están presentes en el estadio. Los eventos tradicionales realizados durante la semana del Super Bowl se redujeron significativamente. La capacidad en el Super Bowl Experience en Julian B. Lane Riverfront Park será limitada debido a los protocolos de salud y seguridad. 
En lugar de realizar prácticas y participar en eventos de los medios durante toda la semana en la ciudad anfitriona del Super Bowl, los Chiefs volarán a Tampa el día antes del juego, como durante la temporada regular (si otro equipo de la NFC hubiera avanzado al Super Bowl en lugar del Bucaneros, ellos también habrían hecho esto). Como tal, las festividades de la "Noche de Apertura del Super Bowl" del lunes anterior al juego fueron canceladas y reemplazadas por una disponibilidad de medios virtuales.

## Espectáculo de medio tiempo
A pesar de que había planes de omitir el espectáculo de medio tiempo para el Super Bowl LV a modo de evitar un contagio masivo de COVID-19, el 12 de noviembre de 2020 fue anunciado por la NFL y Pepsi que The Weeknd sería el artista que encabezaría la actuación, la cual sería dirigida por Hamish Hamilton, producida por Jesse Collins y patrocinada por Pepsi y Roc Nation. El artista aseguró que invirtió 7 millones de dólares para el espectáculo, adicionales a los costes que ya cubría la NFL, para poder «realizar la actuación tal como la había imaginado», la cual describió como «una mala noche en Las Vegas» y confirmó que no tendría invitados. Durante la presentación, interpretó varios de sus mayores éxitos como «The Hills», «Starboy» y «Blinding Lights», además de cantar "Save Your Tears", "I Feel It Coming", "Earned It" "Can't Feel My Face" y "House Of Ballons", estos 2 últimos acompañado de bailarines vestidos como él.
El espectáculo tuvo una respuesta mixta tanto de la crítica como del público, con comentarios alabando los aspectos técnicos y la puesta en escena, pero mencionando que en general no estuvo a la altura de varios espectáculos anteriores y dudando sobre la capacidad de The Weeknd de actuar en directo.